# Monte Rondinaio
El monte Rondinaio es uno de los más altos en el Apeninos tosco-emilianos, y luego del Monte Giovo (1991 m s. n. m..), es el más alto de la comuna de Pievepelago. Su altura (1964 m s. n. m. Como el Monte Giovo y el Alpe Tre Potenze  está atravesado por el sendero del montaña appenninico 00, y de sirve de frontera natural entre la provincia de Modena y la provincia de Lucca.
Desde la cima del Rondinaio se puede apreciar una vista panorámica: por una parte la Garfagnana y los Alpes Apuanos, y por la otra el Valle delle Tagliole con sus pueblos de Ca' de Gallo, Ronchi y Rotari.